# Leonore Bartsch
Leonore "Leo" Cortes Holmström (narozena jako Leonore Julia Roberta Bartsch, 14. září 1988, Göttingen) je německá zpěvačka a skladatelka.
V roce 2008 se stala zakládající členkou dívčí skupiny Queensberry – byla první vybrána porotou v soutěži Popstars 2008. Jako součást skupiny dabovala v němčině postavu Jeanette ve filmech Alvin a Chipmunkové 2 a 3. V roce 2012 skupinu opustila a vydala se na sólovou dráhu. Vydala 3 písně jako soundtrack k německému filmu Hanni a Nanni 2 a titulní píseň k filmu Hanni a Nanni 3. Poté (2014) se stala členkou dívčího dua Resaid, které je zaměřeno především na akustické verze písní z 90. let. Leo byla viděna v německých verzích soutěží Pevnosti Boyard a Prostřena
Od roku 2019 vydává písně pod jménem Leonore. Dnes je vdaná a namísto hudební kariéry se soustředí na svoji veganskou farmu ve Švédsku.